# Bagad An Hanternoz
Le Bagad An Hanternoz est une formation de musique traditionnelle bretonne, basée sur la commune de Dol-de-Bretagne (Ille-et-Vilaine).

## Historique
Fondé en 1961, le premier groupe folklorique de Dol prend le nom de Judwal et se produit pour la première fois en 1963. Cette première version du bagad associé à un cercle celtique, adhérent à la fédération Kendalc’h entre 1963 et 1976, disparaît en 1980, après avoir dû émigrer à Saint-Méloir-des-Ondes.
En 1980, des musiciens locaux fondent le Piblaz Dol Vreizh. Ce qui était à l'origine un pipe-band prend rapidement la forme d'un bagad, en intégrant un pupitre de bombardes. Devenu adhérent à la fédération Bodadeg Ar Sonerion, il participe dès la fin des années 1980 au championnat national des bagadoù. Ce même ensemble prend en 1992 le nom de An Hanternoz ("le Nord" ou "minuit" en breton).
Admis à concourir en 3e catégorie en 1997, le bagad évolue en 2de catégorie de 2005 à 2011. En 2014, à la suite d'un renouvellement de son effectif, il demande à se présenter au championnat de 5e catégorie, qu'il remporte. Il évoluera en 4e catégorie jusqu'à la saison 2019 où, classé second du championnat, il sera admis à concourir en 3e catégorie l'année suivante.
À partir des Années 2000, il met en place une école de musique pour former ses futurs musiciens, ce qui aboutit à la création d'un bagadig (bagad-école) en 2000, formation débutante qui participe au championnat local de 5e catégorie. Chaque année, les élèves se produisent lors de la « Journée des Gargouilles » au mois de juin. Il crée également son costume qui, reprenant les couleurs azur, or et sable du blason de sa ville, est brodé à l'effigie des penn-naer, figures de proue des navires vikings qui eurent un rôle majeur dans l'histoire de la cité Doloise.

## Représentations et créations
L'ensemble représente régulièrement la musique de son pays lors de diverses manifestations : "Breizh Touch" aux Champs-Élysées (2007), Festival Bandas de Gaites à Candás en Espagne (2008), Michelsmarkt à Reichelsheim-Odenwald (2009) , Lede en Belgique (2014)...